# Давлеткулово (Мелеузовский район)
Давлеткулово (баш. Дәүләтҡол)  — деревня в Мелеузовском районе Республики Башкортостан Российской Федерации. Входит в состав Корнеевского сельсовета.

## География

### Географическое положение
Расстояние до:
- районного центра (Мелеуз): 35 км,
- центра сельсовета (Корнеевка): 6 км,
- ближайшей ж/д станции (Зирган): 20 км.

## Население
| 2002 | 2009 | 2010 |
| ---- | ---- | ---- |
| 144  | ↗167 | ↘145 |

Национальный состав
Согласно переписи 2002 года, преобладающая национальность — башкиры (93 %).

## Известные уроженцы
- Исангулова, Гульсум Сабировна (род. 10 июня 1938) — актриса Татарского государственного Академического театра им. Г. Камала, Заслуженная артистка ТАССР (1974), Народная артистка ТАССР (1988), Народная артистка Республики Башкортостан (1996)[5].
- Рафиков, Булат Загреевич (4 августа 1934 — 26 апреля 1998) — башкирский писатель, член Союза писателей Башкирской АССР (1978), Заслуженный работник культуры Башкирской АССР (1984), лауреат Государственной премии БАССР им. Салавата Юлаева (1990)[6].
- Юсупов, Гайса Галиакберович (21 мая 1905 — 19 августа 1941) — советский башкирский поэт и военный врач[7].

## Инфраструктура
Личное подсобное хозяйство с зоной сельскохозяйственного использования, индивидуальная застройка усадебного типа.
Основа экономики — сельское хозяйство.

## Достопримечательности, памятные места
Памятник Воинам, павшим в годы Великой Отечественной войны.

## Транспорт
Ближайшая остановка общественного транспорта «Сухаревка» находится в соседнем селении Сухаревка. 